# 圖坦·賈馬路丁
圖坦·賈馬路丁（1935年—），印尼前男子羽球運動員。
圖坦於1964年代表印尼參加湯姆斯盃並贏得世界冠軍。在面對丹麥的挑戰賽，他與費里·宋尼維爾搭檔雙打，先後輸給厄蘭·科普斯/亨寧·波希組合，以及芬·科貝羅/約爾根·哈莫加德·漢森組合。然而，這兩場雙打失利並沒有改變結果，印尼仍以5-2的贏得比賽，第三次抱回獎盃。
他在個人項目中最大成功是1962年與阿布杜·帕塔·烏囊一起獲得亞洲運動會男子雙打銅牌。